# Namaacha
Namaacha és un municipi de Moçambic, situat a la província de Maputo. En 2007 comptava amb una població de 12.725 habitants. Seu del districte de Namaacha, es troba a 80 kilòmetres a l'oest de Maputo a la zona dels Montes Libombos i vora la frontera amb Swazilàndia.

## Història
El nom Namaacha deriva de Lomahacha, un antic sobirà de la regió. La població fou elevada a la categoria de vila el 20 d'abril de 1964. El 2 d'abril de 2008 fou elevada a municipi en el procés de creació de 10 noves viles, una a cada província. Com a resultat de les eleccions municipals de 2008 Jorge Tinga del Frelimo fou escollit primer President del Consell Municipal de Namaacha.

## Agermanaments
- Sintra,